# Oud-Loosdrecht

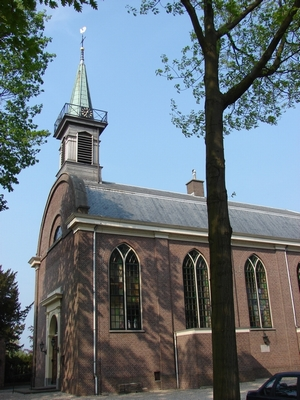
Kerk van Oud-Loosdrecht

Oud-Loosdrecht is een dorp in de gemeente Wijdemeren, in de Nederlandse provincie Noord-Holland. Samen met Nieuw-Loosdrecht vormt het Loosdrecht. Het dorp heeft 1720 inwoners (2004). Het dorp ligt midden in een gebied omringd met wateren waarvan de bekendste de Loosdrechtse Plassen zijn.
Oud-Loosdrecht bestaat uit vijf straten en drie dijken: Bleekveld, Drie Kampjes, Oppad, Heulakker, Vuntuslaan en de 's-Gravelandsevaartweg. De naam van de dijken zijn de Oud- Loosdrechtsedijk, de Horndijk en de Veendijk.

## Geschiedenis
Loosdrecht (Loesdregt) wordt aan het eind van de dertiende eeuw voor het eerst genoemd.
De bewoners kerkten in Loenen. In 1332 heeft (Oud-)Loosdrecht een eigen parochie met een kapel in de Zijpe (Sijpe/Sype), dat is het tegenwoordige Nieuw-Loosdrecht. Beide dorpskernen zijn ongeveer even oud.
In 1400 werd de Sijpe een zelfstandige parochie met dus een eigen kerkgebouw. Vanaf die tijd sprak men van de Oude kerk (Oûkerck, ook wel Ouderkerck)en van de Nieuwe kerk en analoog daaraan van de Oude- en de Nieuwe Loosdrecht.
De kerk van Oud-Loosdrecht werd in 1843 afgebroken en op dezelfde plaats verrees een nieuwe kerk. Een bijzonderheid is, dat in het rampjaar 1672/'73 de Oud-Loosdrechtse klok werd geroofd door de Fransen. Admiraal Cornelis Tromp is in 1674 op het Franse eiland Noirmoutier geland en heeft vandaar zes kerkklokken mee teruggenomen. Een van deze klokken, de Marie-Anne, hangt nu in de toren van deze kerk.
In 1774 begon dominee Joannes de Mol met de productie van hoogwaardig porselein in zijn fabriek Manufactuur Oud-Loosdrecht. Het was een werkgelegenheidsproject voor de plaatselijke en verarmde bevolking. De porseleinen producten waren bijzonder duur en er was veel concurrentie waardoor de fabriek in 1782 failliet ging. Een viertal rijke Amsterdammers namen de fabriek over, maar verplaatsten de productie in 1784 naar Ouder- en vervolgens Nieuwer-Amstel. Kasteel Sypesteyn heeft een uitgebreide collectie Loosdrechts porselein.